# كل من بالأسرة
كل من بالأسرة (بالإنجليزية: All in the Family)‏ هو مسلسل هزلي أمريكي تلفزيوني تم بثه في الأصل على قناة سي بي إس لمدة تسعة مواسم، من عام 1971 إلى 1979. بعد ذلك، استمر مع المسلسل العرضي Archie Bunker's Place، والذي التقط المكان الذي انتهى فيه All in the Family وركض. لمدة أربعة مواسم أخرى حتى عام 1983.
استنادًا إلى المسرحية الهزلية البريطانية Till Us Do Part، تم إنتاج All in the Family بواسطة نورمان لير وبود يوركين. قام ببطولته كارول أوكونور، وجان ستابلتون، وسالي ستروثرز، وروب راينر. يدور العرض حول حياة رجل من الطبقة العاملة وعائلته. بدأ العرض في تصويره لقضايا كانت تعتبر في السابق غير مناسبة لشبكة كوميديا تلفزيونية أمريكية، مثل العنصرية، معاداة السامية، الخيانة الزوجية، المثلية الجنسية، تحرير المرأة، الاغتصاب، الدين، الإجهاض، سرطان الثدي، حرب فيتنام، انقطاع الطمث والعجز الجنسي. من خلال تصوير هذه القضايا المثيرة للجدل، أصبح المسلسل واحدًا من أكثر البرامج الكوميدية تأثيرًا في التلفزيون، حيث أدخل تنسيق المسرحية الهزلية بلحظات أكثر دراماتيكية وصراعات واقعية وموضوعية.
غالبًا ما يُنظر إلى برنامج All in the Family في الولايات المتحدة على أنه أحد أعظم المسلسلات التلفزيونية في التاريخ. بعد الموسم الأول الباهت، سرعان ما أصبح العرض هو العرض الأكثر مشاهدة في الولايات المتحدة خلال إعادة العروض الصيفية وبعد ذلك احتل المرتبة الأولى في تصنيفات نيلسن السنوية من 1971 إلى 1976. أصبح أول مسلسل تلفزيوني يصل إلى علامة فارقة بتصدر تصنيفات نيلسن لمدة خمس سنوات متتالية. حصلت حلقة «زيارة سامي» على المرتبة رقم 13 في أعظم 100 حلقة في كل العصور من دليل التلفزيون. تم تصنيف أفضل 50 برنامجًا تلفزيونيًا على الإطلاق من دليل التلفزيون على الإطلاق في المرتبة الرابعة في العائلة. كما عين برافو بطل العرض، أرشي بنكر، أعظم شخصية تلفزيونية على الإطلاق. في عام 2013، صنفت نقابة الكتاب الأمريكية All in the Family رابع أفضل مسلسل تلفزيوني مكتوب على الإطلاق.

## وصلات خارجية
- كل من بالأسرة على موقع IMDb (الإنجليزية)
- كل من بالأسرة على موقع ميتاكريتيك (الإنجليزية)
- كل من بالأسرة على موقع روتن توميتوز (الإنجليزية)
- كل من بالأسرة على موقع كينوبويسك (الروسية)
- كل من بالأسرة على موقع ألو سيني (الفرنسية)
- كل من بالأسرة على موقع قاعدة بيانات الفيلم (الإنجليزية)